# Tricoteuses
Tricoteuses (Frans: breisters) is een benaming die meestal wordt gebruikt voor de vrouwen die tijdens de Franse Revolutie naast de guillotine zouden hebben zitten breien. Het is echter niet zeker of zo'n groep vrouwen echt heeft bestaan. Tijdens de Revolutie was tricoteuses een neerbuigende term voor politiek actieve vrouwen uit de kringen van de sansculotten in het algemeen. De naam verwijst waarschijnlijk naar het feit dat vrouwen officiële toestemming hadden gekregen om tijdens politieke debatten op de publieke tribune te breien. Pas in de tweede helft van de 19e eeuw duikt vooral in historische romans over de Franse Revolutie het beeld op van de tricoteuses als de bloeddorstige breisters naast de guillotine.

## Tricoteuses tijdens de Franse Revolutie

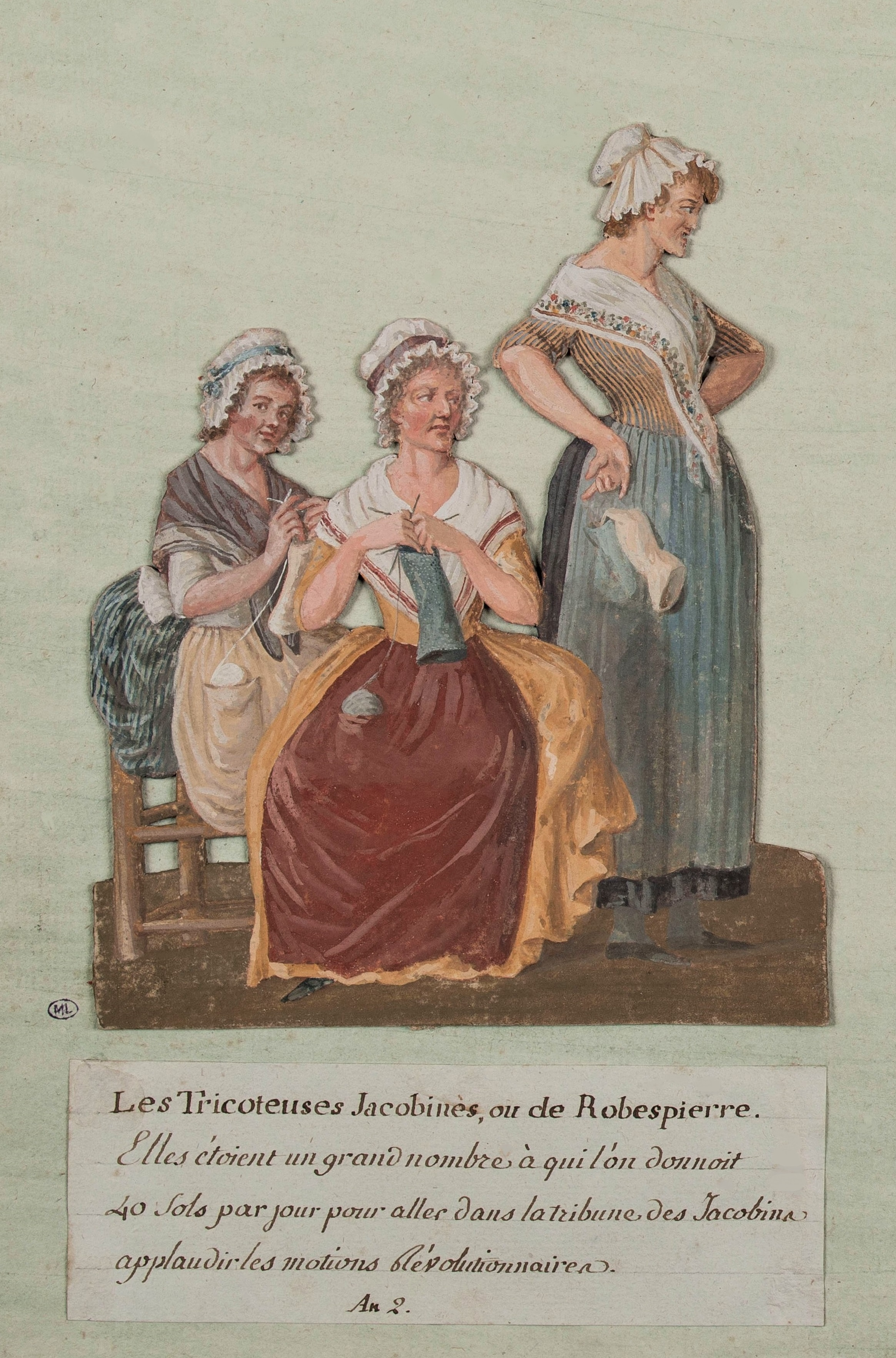
Tricoteuses - afbeelding uit 1793. Volgens het bijschrijft kregen de breiende vrouwen betaald om vanaf de publieke tribunes radicale afgevaardigden toe te juichen

De eerste jaren van de Franse Revolutie (1789-1799) waren een periode van felle strijd tussen de radicale sansculotten en meer gematigde facties. Voor het eerst in de Franse geschiedenis speelden vrouwen als Etta Palm, Olympe de Gouges, Théroigne de Méricourt, Manon Roland, Pauline Leon en Claire Lacombe in deze strijd  een belangrijke en actieve rol.
Al ver voor de  Revolutie  was  “tricoteuse” (breister) een neerbuigende term voor vrouwen uit het gewone volk. Pas na de Terreur en de val van Robespierre in 1794 raakte de term in gebruik voor vrouwelijke politieke activisten, vooral uit de kringen van de sansculotten. Dit wordt in verband gebracht met een decreet van de Algemene Raad van de Parijse Commune uit 1793 dat vrouwen de beraadslagingen van de Commune mochten bijwonen en op de publieke tribunes mochten breien.
In het woordenboek Néologiste français ou vocabulaire portatif des mots les plus nouveaux de la langue française uit 1796 worden tricoteuses als volgt omschreven  “Tricoteuses, ou les Dévôtes de Robespierre: Postées dans les tribunes, elles influenaient, de leurs voix enrouées, les législateurs assemblés”. (Breisters, of de toegewijden van Robespierre: gestationeerd op de galerijen gebruikten ze hun schorre stemmen om de verzamelde wetgevers te beïnvloeden.)  Er is in deze omschrijving geen sprake van dat breiende vrouwen prominent aanwezig zouden zijn bij executies.

## Geschiedschrijving en literatuur
In de periode 1820 - 1850 maakten ook de eerste historici van de Franse Revolutie geen melding van tricoteuses naast de guillotine. Als de term tricoteuse in het werk van François-Auguste Mignet, Jules Michelet, Hippolite Taine en  Thomas Carlyle al valt, dan gaat het over vrouwen die bij politieke debatten op de publieke tribune zaten.

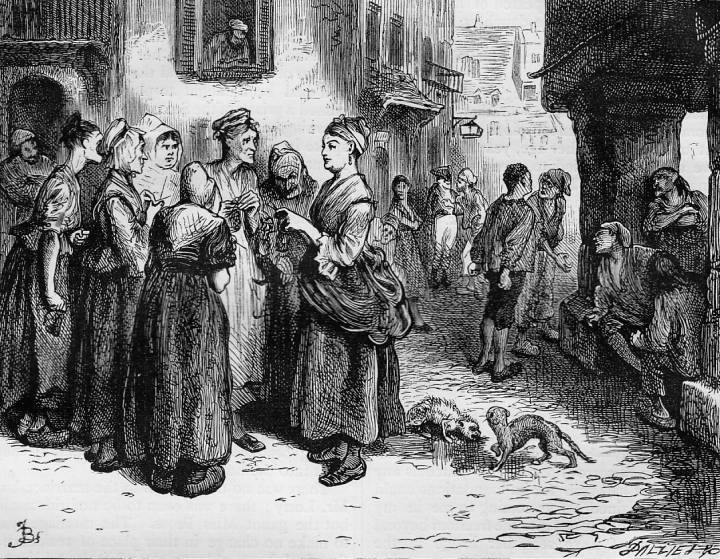
Tricoteuses - illustratie uit A tale of two cities van Charles Dickens.

Pas in de tweede helft van de negentiende eeuw begint het beeld van de tricoteuse als de bloeddorstige breiende revolutionaire naast de guillotine opgang te maken, vooral via historische romans over de Franse Revolutie. Met name het personage Thérèse Defarge uit de roman A Tale of Two Cities (1859) van Charles Dickens heeft hieraan veel bijgedragen. In The Scarlet Pimpernel (1905) van Emma Orczy vermomt de Pimpernel zich als tricoteuse om ter door veroordeelde aristocraten uit Parijs te smokkelen.

## Symboliek
De monsterlijke breiende vrouw die met plezier toekijkt terwijl mensen ter dood worden gebracht, wordt wel gezien als een symbool voor het bloeddorstige karakter van de revolutie zelf. De tricoteuse wordt ook wel uitgelegd als de verpersoonlijking van maatschappelijk onbehagen met de 'onnatuurlijke'  rol die activistische vrouwen tijdens de Franse Revolutie korte tijd hebben gespeeld.